# 엄마없는 하늘아래
엄마없는 하늘아래는 1977년 이원세 감독, 김문엽 각본, 염재만 원작으로 제작된 대한민국의 극영화이다.
13세의 김영출군은 어머니가 막내 동생 철호를 낳자마자 돌아가시고 아버지는 교통사고로 뇌를 다친 것이 재발되어 정신착란까지 일으키게 되자 어린 나이에 집안을 책임지는 소년가장이 된다.
| “ | 내 동생 철호가 배고파 웁니다. 철호가 울면 나는 …… 돌아가신 엄마 생각을 합니다. 철호를 어찌할까. 먹을 것이 없는데 어찌할까. 하다가 나도 같이 웁니다. | ” |

어린 영출군이 쓴 일기장을 모자 보건원 여직원이 보고 군청에 지원을 요청했고, 서울신문사의 기자가 이것을 보도하여 세상에 알려진 이야기가 소설로 출판되었다.
영화는 같은 이름의 아동소설을 원작으로 한다. 한진흥업에서 제작하여 1977년 6월 23일 대한극장에서 개봉된 이 영화는 당시 박정희 전 대통령이 보고 감동을 받아 전국 국민학교에 단체관람을 시켰으며, 개발도상국의 가난하던 시대를 벗어나 선진국 대열에 올라서고자 노력하는 과정에서 발생한 불우한 이야기로 많은 이들의 눈물샘을 자극하였다. 1편의 흥행에 힘입어 같은 해 속편이 제작되었고, 그 이듬해인 1978년에 3편이 제작되는 등 큰 성공을 거두었다. 제 1회 충무로 국제영화제(2007년 10월)에 추억의 영화로 매진 상영될 정도로 아직도 많은 이들의 기억에 깊은 인상을 남긴 영화 중 하나이다.

## 출연

### 주연
- 박근형

### 조연
- 김재성
- 이경태
- 김현상
- 김인문
- 정영숙

## 기타
- 원작자: 김영출
- 조명: 이억만
- 조연출: 송경식
- 조연출: 한영열
- 미술: 조경환
- 소품: 박정남

이 영화에는 수인선 열차운행 모습과 소래염전의 소금을 수인선으로 수송하는 장면이 등장한다.